# Algofobia
La algofobia es una fobia al dolor, un miedo  al dolor anormal y persistente, mucho más poderoso que el miedo experimentado por una persona normal. La algofobia es mucho más común en los ancianos. Puede tratarse con terapia conductual y medicamentos contra la ansiedad.
El término significa en griego: ἄλγος, algos, "dolor" y φόβος, phobos, "miedo".
De acuerdo con Sabino Metta, un psicólogo del comportamiento, la reacción fóbica es un comportamiento aprendido.
Un ejemplo común de esto sería cuando una persona anciana se entera de que todos sus amigos están sufriendo diversas enfermedades y dolores.
Dicha persona comenzará a anticipar los problemas y experimentar los resultados antes de que algo le ocurra realmente. Es probable que las personas que padecen algofobia sufran de  hiperalgesia.
En el pasado, se ha utilizado el Cuestionario de miedo al dolor (actualmente  FPQ-III) para diagnosticar la algofobia y descubierto que posee una buena coherencia interna y confiabilidad de análisis y verificación.